# Rõsna
Koordinaten: 58° 0′ N, 27° 37′ O
Rõsna ist ein Dorf (estnisch küla) im Südosten Estlands. Es gehört zur Landgemeinde Setomaa im Kreis Võru (bis 2017 Mikitamäe im Kreis Põlva).

## Beschreibung
Das Dorf hat 51 Einwohner (Stand 31. Dezember 2011). Er liegt am Ufer des Peipussees.
Der Ort wurde erstmals 1582 urkundlich erwähnt. Seit 1897 ist die Existenz der orthodoxen Dorfkapelle (setukesisch tsässon) nachgewiesen. Der Holzbau ist der Heiligen Anastasia (setukesisch Nahtsi) geweiht. Unter den Setukesen wird sie als Schutzheilige der Frauen verehrt und bei Krankheiten angerufen.